# Kryżiwka
Kryżiwka (ukr. Крижівка; hist. Smerdyn) – wieś na Ukrainie, w obwodzie wołyńskim, w rejonie rożyszczeńskim. W 2001 roku liczyła 550 mieszkańców.